# Moirey-Flabas-Crépion
Moirey-Flabas-Crépion is een gemeente in het Franse departement Meuse in de regio Grand Est en telt 113 inwoners (1999).

## Geschiedenis
Op 1 januari 1973 fuseerden de toenmalige gemeenten Crépion, Flabas en Moirey in een fusion-association tot één gemeente. Dit hield in dat de voormalige gemeenten als commune associée nog enige mate van zelfstandigheid behielden. Op 1 februari 1983 kwam aan deze situatie een einde en werd Moirey-Flabas-Crépion een gewone gemeente zonder deelgemeenten. Deze gemeente maakt deel uit van het kanton Montmédy in het arrondissement Verdun. Tot 22 maart 2015 was het deel van het kanton Damvillers, dat op die dag werd opgeheven.

## Geografie
De oppervlakte van gemeente bedraagt 15,4 km², de bevolkingsdichtheid is 7,3 inwoners per km² en de gemeente ligt aan de Thinte.
De onderstaande kaart toont de ligging van Moirey-Flabas-Crépion met de belangrijkste infrastructuur en aangrenzende gemeenten.

## Demografie
Onderstaande figuur toont het verloop van het inwonertal (bron: INSEE-tellingen).

Avioth · Azannes-et-Soumazannes · Bazeilles-sur-Othain · Brandeville · Bréhéville · Breux · Chaumont-devant-Damvillers · Chauvency-le-Château · Chauvency-Saint-Hubert · Damvillers · Delut · Dombras · Écouviez · Écurey-en-Verdunois · Étraye · Flassigny · Gremilly · Han-lès-Juvigny · Iré-le-Sec · Jametz · Juvigny-sur-Loison · Lissey · Louppy-sur-Loison · Merles-sur-Loison · Moirey-Flabas-Crépion · Marville · Montmédy · Peuvillers · Quincy-Landzécourt · Remoiville · Réville-aux-Bois · Romagne-sous-les-Côtes · Rupt-sur-Othain · Thonne-la-Long · Thonne-le-Thil · Thonne-les-Près · Thonnelle · Velosnes · Verneuil-Grand · Verneuil-Petit · Vigneul-sous-Montmédy · Villécloye · Ville-devant-Chaumont · Vittarville · Wavrille
1. ↑  Populations de référence 2022.